# Sasunaga dura
Sasunaga dura là một loài bướm đêm trong họ Noctuidae.